# Агридия
Агрѝдия (на гръцки: Αγρίδια) е село в Кипър, окръг Лимасол. Според статистическата служба на Република Кипър през 2001 г. селото има 121 жители.
Намира се на 2 км южно от Хандрия.